# محمود باشا الدراملي
محمود باشا الدراملي أو الذرامي (بالتركية: Sultanzade Dramalı Mahmut Paşa)‏، (ولد في عام 1770، توفي في عام 1822)، هو باشا، سلطان زاده  وزير عثماني.كان والياً على لاريسا وذراما والمورة. وقد كلفه السلطان أحمد الثالث بقيادة حملة لإخماد حرب الاستقلال اليونانية.بدأ دراملي باشا حملته العسكرية التي حملت اسمه، واستطاع فيها هزيمة اليونانيين في أكثر من معركة، إلا أن الحملة لقت فشلا ذريعا حيث أنه لاقى حتفه بعد أن وقع في كمين على يد القائد اليوناني نيكيتاراس .